# Aarbergen
Aarbergen  est une commune de Hesse (Allemagne), située dans l'arrondissement de Rheingau-Taunus, dans le district de Darmstadt.